# Steve Mackay
Steve Mackay (Grand Rapids, 25 settembre 1949 – Daly City, 10 ottobre 2015) è stato un sassofonista statunitense (sassofono tenore), meglio noto per aver suonato nel secondo album del gruppo proto-punk The Stooges, intitolato Fun House.

## Biografia
Mackay era noto agli Stooges per il suo lavoro con il gruppo avant-rock di Detroit Carnal Kitchen. Venne ingaggiato da Iggy Pop due giorni prima del trasferimento del gruppo a Los Angeles per la registrazione di Fun House, e dopo aver provato con il gruppo diverse volte.
Il suo stile distintivo e potente spazia dall'instro rock all'approccio free jazz sperimentale di Ornette Coleman e Albert Ayler. Questo mix stilistico era fuori dal comune al tempo. Il suono del sassofono di Mackay del periodo Stooges, creerà innegabilmente un precedente ai musicisti jazz dei primi anni ottanta, come John Zorn. Mackay andrà in tournée con gli Stooges nel 1970 e nel 1971.
Nei seguenti dieci anni suonerà con una serie di musicisti underground molto nutrito, tra i quali Violent Femmes, Snakefinger, Commander Cody, Zu, Andre Williams, The Moonlighters, Clubfoot Orchestra, e molti altri fino alla fine degli anni ottanta. Nei primi anni novanta la notorietà di MacKay subì un calo quando si trasferì vicino a San Francisco e iniziò a lavorare come elettricista.
Sparito dalla scena musicale, Mackay venne dato per morto. Nel 1999 infatti, nelle pagine sugli Stooges dei siti web di VH1, MTV e Rolling Stone, vi era scritto che egli era morto negli anni settanta. L'origine della storia è sconosciuta, ma per smentire la cosa, la casa discografica (nonché collettivo musicale noise) Radon contattò Mackay per la realizzazione del suo primo disco solista. Fu così quindi che nel 1999 venne realizzato il singolo Death City, e Mackay iniziò di nuovo a registrare regolarmente con una serie di musicisti associati alla Radon, formando così il gruppo Steve Mackay e Radon Ensemble.
Mackay si riunirà agli Stooges nel 2003, e si esibirà dal vivo per la prima volta da quasi 30 anni al Coachella Festival. Oltre a partecipare alle tournée degli Stooges, appare anche nel DVD Live in Detroit e nell'album dal vivo Telluric Chaos, oltre a collaborare anche nell'album del 2007 The Weirdness.
Ha anche partecipato ad alcune esibizioni dal vivo dei Violent Femmes, con i quali aveva collaborato per gli album Hallowed Ground e The Blind Leading the Naked.
La discografia solista di Mackay comprende il CD 30 Years of Service, realizzato nel 2005 (in collaborazione con Smegma), e gli album Michigan and Arcturus e Tunnel Diner del 2006. Oltre a questi album, Mackay ha realizzato una raccolta di demo degli anni ottanta, solisti e in gruppo, chiamato En Voyage, ed ha partecipato a diverse compilation come Popular Electronic Uzak, You've Got Your Orders 3, e Multiball Magazine Issue 2. Steve Mackay con il Radon Ensemble si è esibito diverse volte dal vivo (il più recente tour si è compiuto nel 2006 in Inghilterra ed Europa) ed alle radio.
È scomparso nel 2015 all'età di 66 anni per sepsi.